# Эрдоган, Чингисхан
Опан Владимирович Сат (тув. Опан Владимир оглу Сат, род. 13 июня 1987 года) — российский и турецкий спортсмен. Заслуженный мастер спорта России (вольная борьба), трёхкратный чемпион Европы.

## Биография
Опан Сат родился в тувинском городке Чадане. С детства занимался борьбой. Его первым тренером был В. Х. Тулуш, который стал его личным тренером. Кроме того, с Опаном занимался красноярский тренер И. А. Матиев. Выступал за Красноярский край и Тыву. Также несколько раз выступал в борцовской лиге Ирана за различные клубы. В 2014 году сменил гражданство и имя на турецкое. Дебютировал в составе сборной Турции в 2017 году под именем Чингисхан Эрдоган.
- Серебряный призёр чемпионата России (4) — 2009, 2010, 2011, 2012.
- Чемпион Европы (3) — 2010, 2011, 2013.
- Бронзовый призёр Кубка Рамзана Кадырова (1) — 2010.
- Обладатель Кубка мира (1) — 2010 (в команде)
- Обладатель Гран-при Кубка Ивана Ярыгина (2) — 2011, 2013.
- Серебряный призёр Гран-при Кубка Ивана Ярыгина — 2012.
- Чемпион Европы среди юниоров (3) — 2005, 2006,
- Обладатель Межконтинентального кубка ФИЛА.
- Обладатель Кубка европейских наций.

## Образование
В 2009 году закончил Тувинский государственный университет.